# فقه السيرة (الغزالي)
كتاب فقه السيرة هو أحد مؤلفات محمد الغزالي المتخصصة في سيرة الرسول محمد ﷺ يقع الكتاب في 368 صفحة موزعة في 9 فصول، لم يعمد المؤلف فيها إلى استخدام اسلوب التأريخ كما طغت العادة في كُتب السير، لكن استخدم اسلوب أشبه ما يكون أقرب إلى اسلوب الرواية أو القصة. استفتح المؤلف الكتاب عن عظمة شخصية الرسول، وتذمره من جهل الكثير من المسلمين في سيرته : 
| ” | إن المسلمين الآن يعرفون عن السيرة قشوراً خفيفة، لا تحرك القلوب ولا تستثير الهمم، وهم يعظمون النبي صلى الله عليه وسلم وصحابته عن تقليد موروث ومعرفة قليلة، ويكتفون من هذا التعظيم بإجلال اللسان، أو بما قلّت مؤنته من عمل. | “ |

## عن الكتاب
يُعتَبر كتاب «فقه السيرة» أحد أشهر كُتب السيرة النبوية الحديثة، تأتي شُهرة هذا الكتاب نظير ما بذله الغزالي من مجهود في كتابته باسلوب أدبي غير معهود لكتب السيرة، فتخطى الكاتب اسلوب المؤرخين واتجه إلى أسلوب الأدباء. لم يلتزم المؤلف بالوقوف عند حدود عنوان الكتاب، بل كان يُناقش كُل نقطة تستوقفه بعفوية ونصح، الأمر الذي أعطى الكتاب طابع الإرشاد والنُصح والتصحيح.

## تخريج الألباني
للكتاب طبعة مشهورة حققها الألباني تحدث فيها الغزالي بنفسه في بداية الكتاب تحت عنوان حول أحاديث هذا الكتاب وعن هذه الطبعة الحديثة، وتكلّم عن اختلاف المنهجية المُتبعة في التصحيح والتضعيف بينه وبين الألباني، ومما يجدر ذكره أن الغزالي كان يرد على تصحيح وتضعيف وتعليق الألباني على الأحاديث أحياناً.

## تأثير الكتاب
مزج الغزالي بين اسلوب المؤرخين المتقدمين - الذين يميلون إلى حشد الآثار وتمحيص الأسانيد وتسجيل ما دق وجل من الوقائع والشئون - وبين اسلوب المؤرخين المحْدَثين - الذين يعتمدون على التعليل والموازنة وربط الحوادث المختلفة في سياق متماسك.
يقول الغزالي ص 6 سطر 21 :«إنني أكتب وأمام عيني مناظر قائمة من تأخر المسلمين العاطفي والفكري، فلا عجب إذ قصصت وقائع السيرة بأسلوب يومئ من قرب أو بعد إلى حاضرنا المؤسف، كلما أوردت قصة جعلتها تحمل في طياتها شحنة من صدق العاطفة وسلامة الفكر وجلال العمل، كي أعالج هذا التأخر المثير.»

## فصول الكتاب
1. رسالة وإمام
2. من الميلاد إلى البعث
3. جهاد الدعوة
4. الهجرة العامة : مقدماتها ونتائجها
5. أسس البناء للمجتمع الجديد
6. الكفاح الدامي
7. طور جديد
8. أمهات المؤمنين
9. الرفيق الأعلى